# International Towers
Le International Towers sono un complesso commerciale composto da tre grattacieli situato a Sydney in Australia.

## Storia
Il complesso, individuato all'interno del più ampio progetto di rinnovamento urbano dell'area di Barangaroo, è stato costruito tra il 2013 e il 2016.

## Descrizione
Il complesso sorge a ovest del CBD di Sydney nel nuovo quartiere di Barangaroo. Comprende tre torri di 217, 178 e 169 metri d'altezza.